# Odontomyia herbacea
Odontomyia herbacea är en tvåvingeart som beskrevs av Lindner 1966. Odontomyia herbacea ingår i släktet Odontomyia och familjen vapenflugor.
Artens utbredningsområde är Madagaskar. Inga underarter finns listade i Catalogue of Life.